# ČSD-Baureihe E 479.0
Die ČSD-Baureihe E 479.0 (ab 1988: Baureihe 130) ist eine elektrische Lokomotive der einstigen Tschechoslowakischen Staatsbahn (ČSD) für das 3-kV-Gleichstromsystem.
Die 40 Lokomotiven für die ČSD wurden im Jahre 1977 von Škoda in Pilsen gefertigt. Weitere 14 Lokomotiven erhielt das Bergbauunternehmen Doly Nástup Tušimice als Werkbahnlokomotiven.
Die Lokomotiven stellen die letzte Baureihe der ersten Generation elektrischer Lokomotiven von Škoda dar. Als solche besitzen sie noch die für Gleichstromlokomotiven bislang übliche Serien-Parallelschaltung zur Zugkraft- und Geschwindigkeitsregelung. Als Neuerung erhielten die Lokomotiven jedoch moderne Einholmstromabnehmer und ein Diagnosesystem.
Viele Lokomotiven wurden inzwischen an private Betreiber wie Viamont veräußert. Auch wurden mehrere Lokomotiven an private Betreiber nach Polen auf Mietbasis gegeben. Dort erhielten die Fahrzeuge die Bezeichnung ET11.